# 遠友学舎
遠友学舎（えんゆうがくしゃ）は、北海道大学構内の、北海道札幌市北区北18条西7丁目に建設された、北海道大学の教育施設である。北海道大学創基125周年記念事業の一環として、2001年（平成13年）9月1日に開館した。

## 建物概要など

### 設計
- 北海道大学
- 株式会社アトリエアク（英語表記｜atelier aku co., Ltd.）[注 2][1]

### 設計者
- 小林英嗣（北海道大学名誉教授）[2][3]

- 小篠隆生（当時｜北海道大学 小林研究室）[3][4][5]
- 鈴木敏司（株式会社アトリエアク 取締役会長）[6][3]
- 渡邊広明（当時｜株式会社アトリエアク）[7][5]

### 施行
伊藤組土建株式会社

### 受賞歴
- 第27回 日本建築学会 北海道建築賞（2001年）を受賞[9][5]を受賞。
- 平成14年度 日事連建築賞※（受賞名｜国土交通大臣賞）（2002年）を受賞[8]。

※日事連は、「一般社団法人　日本建築士事務所協会連合会」の略称。

### 名称由来など
遠友学舎という名称は、新渡戸稲造と米国人のメアリー夫人が、1894年（明治27年）に創設した私塾「遠友夜学校」に由来する。
2005年（平成17年）、元北海道大学副学長・藤田正一は、遠友学舎に、常設の市民講座を創設した。それが、平成遠友夜学校である。

### 建物概要
遠友学舎は、建物全体を支える基礎から、軒天へと向かって伸びている柱や窓枠、北側の壁など、基本的な部分が、屋根を支える躯体として、鉄筋コンクリート造となっている。
それに対して、屋根は木造である。
内部は、体育館のように、間口13ｍ×奥行40ｍの一体空間となっている。そこに仕切りを設けて、談話コーナーや談話ラウンジなどの個室空間を演出している。
その間口方向の開放感を得るために、切妻屋根を採用している。右上写真の、手前側であるエントランスとは反対方向の間口（幅13ｍ）にあたる部分は、全面ガラス張りとなっていて、キャンパスの風景を建物内に取り込んでいる。
なお、建物南側も、ほぼ全面ガラス張りとなっている。
エントランスのある間口、および窓の少ない建物北側の外壁は、焼杉の板材を用いた、「下見板張り」と推定される。
総じて、古い学校の平屋建ての木造校舎をモチーフとしている。

## 建物詳細

### 使用できる施設
- 談話ラウンジ（定員50席｜面積107㎡）。講演会や小規模演奏会等の催しに活用できる。
- 談話コーナー1（18席｜37㎡）。会議等に利用できる。テーブル3台、ひじかけ付き椅子18脚、固定式ホワイトボード、昇降式スクリーンが設置されている。
- 談話コーナー2（8席｜25㎡）。オープンスペースのため、会議室には適さない。ローテーブル2台と、椅子8脚。
- 談話コーナー3（16席｜37㎡）。会議等に使用できる。テーブル3台、ひじかけなし椅子16脚。固定式ホワイトボード、昇降式スクリーンが設置されている。
- 談話コーナー4（22席｜52㎡）。談話、会議等に利用できる。2種類の座席がある。A. 楕円テーブル1台と1人がけソファ8脚。B. 角テーブル4台連結と椅子14脚。ほかに暖炉型ストーブが設置されている。
- メモリアルライブラリー（8席｜25㎡）。オープンスペースのため、会議等には適さない。ローテーブル2台、椅子8脚。窓のロールカーテンをスクリーンとして使用可。
- ホワイエ（128㎡）。絵画、写真、その他サークル活動の展示発表などに利用できるよう、ピクチャーレールを備えている。コート用ハンガーラック2台。
- ほかに、エントランス（玄関ホール）、男性用WC、身障者用WC、女性用WCなど共用スペースと、パントリー（食品や食器を収納するスペース）、書庫、管理室、機械室などがある。

### 共用設備等
液晶プロジェクター、ワイヤレスアンプ、ワイヤレスマイク、レーザーポインター、移動式スクリーン、キャスター付きホワイトボード、司会者台、マイクスタンド、談話ラウンジ用予備椅子、談話ラウンジ用予備テーブル、予備パイプ椅子、暖炉型ストーブ関係備品、扇風機が用意されている。